# Digestión intracelular
La digestión intracelular es un tipo de digestión en el cual el alimento es descompuesto (generalmente por enzimas) y procesado en el interior de la célula. Es propio generalmente de organismos muy simples y unicelulares como lo es la ameba.
Los protistas y las esponjas realizan una digestión intracelular, en la cual ingieren partículas alimentarias microscópicas. Una vez digeridos, los alimentos quedan en una vacuola digestiva; después la vacuola se fusiona con enzimas digestivas y el alimento es fragmentado en moléculas más pequeñas que pueden absorberse dentro del citoplasma de la célula. Los restos no digeridos permanecen dentro de la vacuola, la cual, finalmente, los expulsa al exterior de la célula.
En la eucariota consiste en digerir los nutrientes dentro de la célula, utilizando las enzimas digestivas de los lisosomas, es decir por fagocitosis y las engloban formando vesículas digestivas. Los nutrientes que obtienen pasan al citoplasma y los alimentos no digeridos son expulsados al exterior. Éste es el único sistema del que disponen animales poco evolucionados para digerir su alimento.
- Datos: Q5807004